# Penny press
Penny press (pol. „prasa groszowa”) – określenie opisujące ukazującą się w połowie XIX w. w Stanach Zjednoczonych tanią, brukową, tabloidalną prasę.

## Pierwsza gazeta jednocentowa
W 1833 Benjamin Day, wydawca gazety New York Sun, odkrył, że publikując bardziej sensacyjne historie, mógł znacząco zwiększyć nakład i poczytność gazety, poprzez nakierowanie na powszechnego czytelnika klasy robotniczej. To skłaniało reklamodawców do wydatkowania większych sum za miejsce reklamowe, co z kolei pozwoliło Dayowi na obniżenie ceny z 5 centów do tylko 1 centa za gazetę. Jednocentowa prasa Daya uznawana jest za pierwszą, na którą mógł sobie pozwolić każdy, a Sun uznawane jest w historii amerykańskiego dziennikarstwa za pierwszą gazetę jednocentową. 
Warto jednocześnie nadmienić, iż sensacjonalizm przekazywanych informacji rozumiany winien być w tym kontekście jako odnoszący się i kładący nacisk raczej na interes ogółu, a nie arystokracji, gdzie wydarzenia opisywane były bardziej jako newsy niż – jak do tej pory – eseje. W skrócie, pierwotne znaczenie określenia sensacjonalizm równoznaczne jest tutaj wczesnej koncepcji newsu.
Stąd, Penny Press w praktyce wykształciło nowoczesne rozumienie newsu – nigdy przedtem wiadomości lokalne jak np. lokalne morderstwa, polityka lokalna, klęski żywiołowe czy borykanie się klasy robotniczej z codziennymi problemami nie znajdowały swojego miejsca na łamach publikowanych gazet. Penny Press napędziło popyt na sensację, konkurencję z innymi gazetami o pierwszeństwo publikowanej historii. Nie oznaczało to wszakże, że gazety nie były wydawane rzetelnie i faktualnie. Np. New York Herald znany był jako najlepiej wydawana gazeta w Stanach Zjednoczonych.

## Czynniki technologiczne
Poza rynkowymi i biznesowymi czynnikami odkrytymi i spożytkowanymi przez Daya istniały również inne, które w znacznym stopniu umożliwiły powstanie Penny Press. W pierwszej połowie XIX w. prasa drukarska została podana licznym innowacjom technicznym, podążającym za postępującą rewolucją przemysłową. W czasach kiedy Benjamin Day zakładał Sun, rama prasy drukarskiej przekształcona została z drewnianej na stalową. Zasilana była parą, a powierzchnię drukarską stanowił cylindryczny odlew perforowanych liter. Więcej nowinek technicznych nastąpiło zaraz potem, m.in. zamiana druku osobnych kartek na druk ciągły na rolkach papieru.

## Czynniki demograficzne
Zaraz po tym, jak Benjamin Day zaczął sprzedawać swoją New York Sun za centa, James Gordon Bennett Sr. wystartował z New York Herald w 1835 roku, a Horace Greeley w 1841 ruszył z drukiem New York Tribune. Wydawanie trzech jednocentowych gazet w jednej aglomeracji było możliwe głównie ze względu na liczną populację Nowego Jorku i otaczających go miast, spowodowanych postępującą urbanizacją uprzemysłowionej Nowej Anglii. Od 1830 roku populacja ta osiągnęła wystarczający poziom stabilności lokalizacyjnej i umiejętności czytania, pozwalający na wzrost nakładu prasy jednocentowej do poziomu 50 tys. Dla porównania, wpływowy Spectator miał nakład 4 tys.